# Takatsugu Uda
Takatsugu Uda (jap. 宇田 祟二, Uda Takatsugu; * 25. Oktober 1991 in Katsuyama) ist ein japanischer Skilangläufer.

## Werdegang
Uda nimmt seit 2011 vorwiegend am Far East Cup teil. Sein erstes Weltcuprennen lief er im Dezember 2013 in Lillehammer, welches er auf dem 79. Rang beendete. Im selben Monat verpasste er bei der Winter-Universiade 2013 in Lago di Tesero mit dem vierten Platz in der Staffel um 0,3 Sekunden eine Medaille. Zu Beginn der Saison 2014/15 holte er in Pyeongchang über 15 km Freistil und 10 km klassisch seine ersten Siege im Far East Cup und beendete den Cup auf dem dritten Platz in der Gesamtwertung. Durch die guten Ergebnisse im Far East Cup trat er Februar 2015 erneut im Weltcup beim 15-km-Freistilrennen in Östersund an, bei den er den 50. Platz belegte. Bei den nachfolgenden nordischen Skiweltmeisterschaften in Falun waren der 33. Platz über 15 km Freistil und im 50-km-Massenstartrennen und der 12. Platz mit der Staffel seine besten Platzierungen. Nach Platz 80 bei der Weltcup Minitour in Lillehammer zu Beginn der Saison 2016/17, wurde er im Januar 2017 in Tōkamachi japanischer Meister im Skiathlon. Im Jahr 2013 und 2015 siegte er beim Vasaloppet Japan. Im März 2018 wurde er in Sapporo japanischer Meister über 50 km.

## Siege bei Continental-Cup-Rennen
| Nr. | Datum             | Ort         | Disziplin       | Serie        |
| --- | ----------------- | ----------- | --------------- | ------------ |
| 1.  | 17. Dezember 2014 | Pyeongchang | 10 km klassisch | Far East Cup |
| 2.  | 18. Dezember 2014 | Pyeongchang | 15 km Freistil  | Far East Cup |
| 3.  | 13. Februar 2021  | Shiramine   | 15 km klassisch | Far East Cup |
| 4.  | 1. März 2024      | Sapporo     | 10 km klassisch | Far East Cup |
| 5.  | 2. März 2024      | Sapporo     | 15 km Freistil  | Far East Cup |
| 6.  | 16. Dezember 2024 | Pyeongchang | 10 km klassisch | Far East Cup |
| 7.  | 26. Dezember 2024 | Otoineppu   | 10 km klassisch | Far East Cup |
| 8.  | 27. Dezember 2024 | Otoineppu   | 10 km Freistil  | Far East Cup |
| 9.  | 11. Januar 2925   | Sapporo     | 10 km klassisch | Far East Cup |
| 10. | 24. Januar 2025   | Pyeongchang | 10 km klassisch | Far East Cup |
| 11. | 25. Januar 2025   | Pyeongchang | 10 km Freistil  | Far East Cup |
| 12. | 28. Februar 2025  | Sapporo     | 10 km klassisch | Far East Cup |
| 13. | 1. März 2025      | Sapporo     | 15 km klassisch | Far East Cup |